# المجلس المركزي الفلسطيني
المجلس المركزي الفلسطيني هو هيئة دائمة منبثقة عن المجلس الوطني الفلسطيني، وهو مسؤول أمامه ويشكل من بين أعضائه ويتكون من أعضاء اللجنة التنفيذية لمنظمة التحرير الفلسطينية ورئيس المجلس الوطني وعدد من الأعضاء يساوي على الأقل ضعفي عدد أعضاء اللجنة التنفيذية ويكونون من فصائل حركة المقاومة والاتحادات الشعبية والكفاءات الفلسطينية المستقلة، يجتمع المجلس المركزي مرة كل شهرين على الأقل بدعوة من رئيسه، ويترأس جلسات المجلس ويديرها رئيس المجلس الوطني، ويقدم تقريراً عن أعماله إلى المجلس الوطني عند انعقاده، ويعقد المجلس الوطني جلسات طارئة بناء على طلب من أعضاء اللجنة التنفيذية، وتتخذ قرارات المجلس بأكثرية أصوات الحاضرين.
وتقرر تشكيل مجلس مركزي لمنظمة التحرير الفلسطينية في الدورة الـ11 للمجلس الوطني الفلسطيني عام 1973، لمعاونة اللجنة التنفيذية في تنفيذ قرارات المجلس الوطني وإصدار التوجيهات المتعلقة بتطورات القضية الفلسطينية بين دورتي المجلس المركزي الفلسطيني.

## هيكلية المجلس
وقررت اللجنة التنفيذية في جلساتها عام 1973 تشكيل المجلس المركزي من 32 عضوا يضاف إليهم 6 أعضاء مراقبين، وذلك على الشكل التالي، رئيس المجلس الوطني الفلسطيني، وأعضاء اللجنة التنفيذية الـ10 وأربعة من حركة فتح، واثنان من الصاعقة، واثنان من الجبهة الشعبية لتحرير فلسطين، واثنان من جبهة التحرير العربية، واثنان من الجبهة الديمقراطية وتسعة من أصحاب الكفايات.
وفي العام 1974 تم رفع عدد أعضاء المجلس المركزي إلى 43 عضوا مضافا إليهم 6 أعضاء مراقبين، وفي العام 1977 وصل عدد الأعضاء إلى 55 عضوا، وفي العام 1979 بعد الدورة الـ14 للمجلس الوطني زيد عدد الأعضاء إلى 59 عضوا.
خلال الدورة الثانية والثلاثين للمجلس المركزي، التي عُقدت في مدينة رام الله في الفترة من 23 إلى 24 أبريل 2025، تم رفع عدد أعضاء المجلس إلى 172 عضواً، مع تخصيص نسبة 30% من المقاعد للنساء.

## اختصاصات المجلس
يختص المجلس المركزي باتخاذ القرارات في القضايا والمسائل التي تطرحها عليه اللجنة التنفيذية في إطار مقررات المجلس الوطني، ومناقشة وإقرار الخطط التنفيذية المقدمة إليه من اللجنة التنفيذية، ومتابعة تنفيذ هذه الخطط، والاطلاع على حسن سير عمل دوائر المنظمة وتقديم التوصيات اللازمة بذلك إلى اللجنة التنفيذية.
ومن مهامه أيضا تشكيل لجان دائمة من بين أعضاء المجلس الوطني، ويكون رؤساء اللجان الدائمة من أعضاء المجلس المركزي، والبت في الأمور والقضايا العاجلة والطارئة بما لا يتعارض وأحكام الميثاق الوطني الفلسطيني.
ويحق للمجلس المركزي تجميد أو تعليق عضوية أي عضو أو تنظيم، واتخاذ أي عقوبة بشأنه على أن يعرض الأمر على المجلس الوطني في أول دورة لانعقاده.

## النشأة والتأسيس
تم إنشاء المجلس المركزي الفلسطيني عام 1973 بقرار من المجلس الوطني الفلسطيني وهو الهيئة التشريعية العليا لمنظمة التحرير الفلسطينية. وكان الهدف من إنشائه توفير مرونة في اتخاذ القرارات المهمة خلال الفترات التي لا يكون فيها المجلس الوطني في حالة انعقاد خاصة في ظل الظروف الصعبة التي تمر بها القضية الفلسطينية والحاجة المستمرة للتفاعل مع التطورات المتسارعة على الساحة الدولية والإقليمية.

## التكوين والعضوية
يتألف المجلس المركزي من عدد من الأعضاء الذين يتم اختيارهم من بين أعضاء المجلس الوطني بالإضافة إلى أعضاء من اللجنة التنفيذية لمنظمة التحرير الفلسطينية وممثلين عن الفصائل الفلسطينية والاتحادات الشعبية والنقابات المهنية وبعض الشخصيات المستقلة ذات الثقل الوطني.
ويتغير عدد أعضاء المجلس المركزي من دورة إلى أخرى بحسب التعديلات والقرارات التي يصدرها المجلس الوطني. وتُمنح العضوية أيضاً لجهات تمثل قطاعات فلسطينية متنوعة من الضفة الغربية وقطاع غزة وأراضي 48 والشتات بما يضمن تمثيلاً شاملاً لمكونات الشعب الفلسطيني.

## الصلاحيات
وفقاً للنظام الأساسي لمنظمة التحرير الفلسطينية يُعد المجلس المركزي الهيئة الوسيطة بين المجلس الوطني واللجنة التنفيذية ويمتلك صلاحيات تشريعية ورقابية هامة. من أبرز اختصاصاته:
- متابعة تنفيذ قرارات المجلس الوطني ومراقبة أداء اللجنة التنفيذية.
- اتخاذ قرارات ذات طابع استراتيجي في حال تعذر انعقاد المجلس الوطني.
- تعديل السياسات المرحلية بما يتناسب مع تطورات الوضع السياسي.
- الموافقة على برامج العمل العامة لمنظمة التحرير.
- ملء الشواغر في اللجنة التنفيذية في حال وفاة أحد أعضائها أو استقالته لحين انعقاد المجلس الوطني.

ومع مرور الوقت توسعت صلاحيات المجلس المركزي ليأخذ دوراً أقرب إلى السلطة التشريعية الدائمة خاصة بعد توقف انعقاد المجلس الوطني لفترات طويلة ما دفع بعض المراقبين إلى وصفه بـ"البرلمان المصغر" لمنظمة التحرير.

## القرارات
مر المجلس المركزي بعدة محطات مفصلية في تاريخ القضية الفلسطينية واتخذ قرارات سياسية هامة أثّرت بشكل مباشر على المسار الوطني الفلسطيني. من أبرز هذه المحطات:
- دعم إعلان الاستقلال الفلسطيني عام 1988 : لعب المجلس دوراً داعماً في بلورة الموقف الرسمي للمنظمة حول إعلان الاستقلال في الجزائر.
- اتفاقيات أوسلو : وافق المجلس المركزي عام 1993 على تفويض اللجنة التنفيذية بالتوقيع على الاتفاقيات التمهيدية مع إسرائيل رغم الجدل الواسع داخل الأوساط الفلسطينية.
- سحب الاعتراف بإسرائيل : في عدة دورات كان من أبرز مداولات المجلس مناقشة مسألة سحب الاعتراف بإسرائيل كرد فعل على استمرار الاحتلال والتنكر للاتفاقات.
- تعليق الاعتراف باتفاق أوسلو : في دورته المنعقدة عام 2018 اتخذ المجلس قراراً بتعليق التزامات منظمة التحرير بالاتفاقيات الموقعة مع إسرائيل بما في ذلك اتفاق أوسلو، بسبب استمرار الاستيطان والعدوان.
- انتقال مهام الدولة : في بعض الجلسات قاموا  بطرح مقترحات لتفعيل "دولة فلسطين" ككيان معترف به دولياً وتوسيع وظائف المجلس ليشمل وظائف برلمانية مؤقتة للدولة.[6]

## التحديات
رغم أهمية المجلس المركزي في البنية السياسية الفلسطينية، إلا أنه يواجه انتقادات متعددة تتعلق بالشرعية، الشفافية، والتمثيل الديمقراطي، ومنها:
- ضعف التمثيل الشعبي : يعتبر بعض الفلسطينيين أن المجلس لا يمثل القاعدة الشعبية الواسعة خاصة في ظل غياب الانتخابات.
- هيمنة فصيلية : يتهم البعض المجلس بأنه يخضع لهيمنة حركة "فتح" التي تسيطر على مؤسسات منظمة التحرير ما يحد من قدرته على اتخاذ قرارات وطنية توافقية.
- تداخل الصلاحيات : يوجد تداخل واضح بين صلاحيات المجلس المركزي والمجلس الوطني واللجنة التنفيذية ما يؤدي إلى تعقيد في اتخاذ القرار وخلل في التوازن المؤسسي.
- ضعف التنفيذ : صدرت عن المجلس قرارات كثيرة لم تُنفذ مثل تعليق الاعتراف بإسرائيل أو وقف التنسيق الأمني ما أضعف ثقة الشارع الفلسطيني به.[7]

## العلاقة مع السلطة الوطنية الفلسطينية
بعد إنشاء السلطة الوطنية الفلسطينية عام 1994 ظهرت إشكالية في توزيع الصلاحيات بين مؤسسات منظمة التحرير ومؤسسات السلطة وبرز المجلس المركزي كأداة لملء الفجوة القانونية والتشريعية خاصة بعد تعطيل المجلس التشريعي الفلسطيني منذ عام 2007. وبدأ استخدام المجلس المركزي كـ"مرجعية شرعية" لتمرير بعض التعديلات والقرارات مثل تشكيل حكومات أو تعيين رؤساء جدد للوزارات أو المحكمة الدستورية.

## مستقبل المجلس المركزي
يرتبط مستقبل المجلس المركزي الفلسطيني بعدة عوامل داخلية وخارجية من أبرزها:
- إجراء انتخابات شاملة تعيد بناء شرعية مؤسسات منظمة التحرير.
- تجديد المجلس الوطني مما يعيد التوازن للعلاقة بين المؤسسات الفلسطينية.
- تحقيق المصالحة الوطنية إذ أن غياب حركتي "حماس" و"الجهاد الإسلامي" عن المجلس المركزي يضعف من شموليته التمثيلية.
- تطوير آليات العمل الداخلي من حيث الشفافية ومشاركة الشباب والمرأة وممثلي الشتات.